# Туомо Рууту
Туомо Ійсаккі Рууту (фін. Tuomo Iisakki Ruutu; 16 лютого 1983, м. Вантаа, Фінляндія) — фінський хокеїст, центральний нападник.
Вихованець хокейної школи ГІФК (Гельсінкі). Виступав за ГІФК (Гельсінкі), «Йокеріт» (Гельсінкі), «Чикаго Блекгокс», «Кароліна Гаррікейнс», «Нью-Джерсі Девілс» і швейцарський «Давос».
В чемпіонатах НХЛ — 735 матчів (148+198), у турнірах Кубка Стенлі — 16 матчів (1+3). В чемпіонатах Фінляндії — 129 матчів (30+42), у плей-оф — 15 матчів (0+6).
У складі національної збірної Фінляндії учасник зимових Олімпійських ігор 2010 і 2014 (12 матчів, 2+4), учасник чемпіонатів світу 2006, 2007, 2008, 2011 і 2015 (43 матчі, 14+6), учасник Кубка світу 2004 (6 матчів, 1+2). У складі молодіжної збірної Фінляндії учасник чемпіонатів світу 2001, 2002 і 2003. У складі юніорської збірної Фінляндії учасник чемпіонату світу 2000.
Брати: Мікко Рууту, Яркко Рууту.
Досягнення
- Бронзовий призер зимових Олімпійських ігор (2010, 2014)
- Чемпіон світу (2011), срібний призер (2007), бронзовий призер (2006, 2008)
- Фіналіст Кубка світу (2004)
- Чемпіон Фінляндії (2002)
- Срібний призер молодіжного чемпіонату світу (2001), бронзовий призер (2002, 2003)
- Переможець юніорського чемпіонату світу (2000).